# Toruń Elana
Toruń Elana – nieczynny przystanek osobowy w granicach administracyjnych Torunia, w województwie kujawsko-pomorskim, w Polsce.
Przystanek znajdował się w pobliżu zakładu Elana.